# Tartarin de Tarascon
Pour les articles homonymes, voir Tartarin et Tarascon.
Tartarin de Tarascon est le personnage principal, sous forme d'antihéros, d'une série de trois romans de l'écrivain et auteur dramatique français Alphonse Daudet, publiés en 1872, 1885 et 1890. Cependant de nombreuses rééditions du premier tome Aventures prodigieuses de Tartarin de Tarascon ont été simplifiées en Tartarin de Tarascon, le titre est désormais indissociable de son personnage.

## Esquisse du personnage
C'est le 18 juin 1863 qu'une nouvelle d’Alphonse Daudet parut sous le titre : « Chapatin, le tueur de lions ». S'il s'agit d'un personnage différent de Tartarin, ils ont plusieurs points communs, au point que Charles Tailliart considère cette œuvre comme une esquisse de Tartarin.

## Tartarin de Tarascon

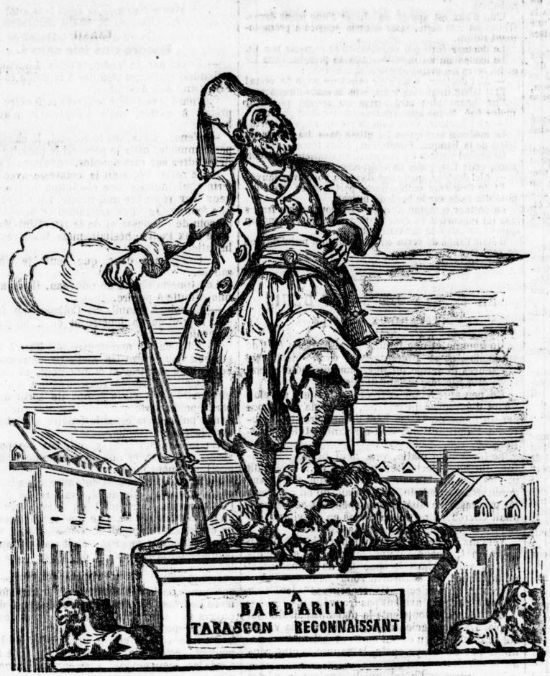
Illustration d'Émile Benassit pour Barbarin de Tarascon raconté par le témoin de sa vie (Le Petit Moniteur universel du soir, 9 décembre 1869).

Avant la sortie du personnage de Tartarin de Tarascon (1872), il porte le nom de « Barbarin de Tarascon » et est publié dans Le Petit Moniteur du soir du 9 au 12 décembre 1869. Il s'agit de la première partie, la partie tarasconnaise, du texte du livre de ces aventures sorti en 1872. L’œuvre entière est par la suite publiée dans le Figaro du 7 février au 19 mars 1870 sous le titre « Le Don Quichotte provençal ou les aventures prodigieuses de l’illustre Barbarin de Tarascon en France et en Algérie ».
Le nom est toutefois changé à cause d’un Tarasconnais, Barbarin de Montfrin qui se sent personnellement visé et menace alors Daudet[réf. nécessaire].

## Les Aventures prodigieuses de Tartarin de Tarascon(1872)

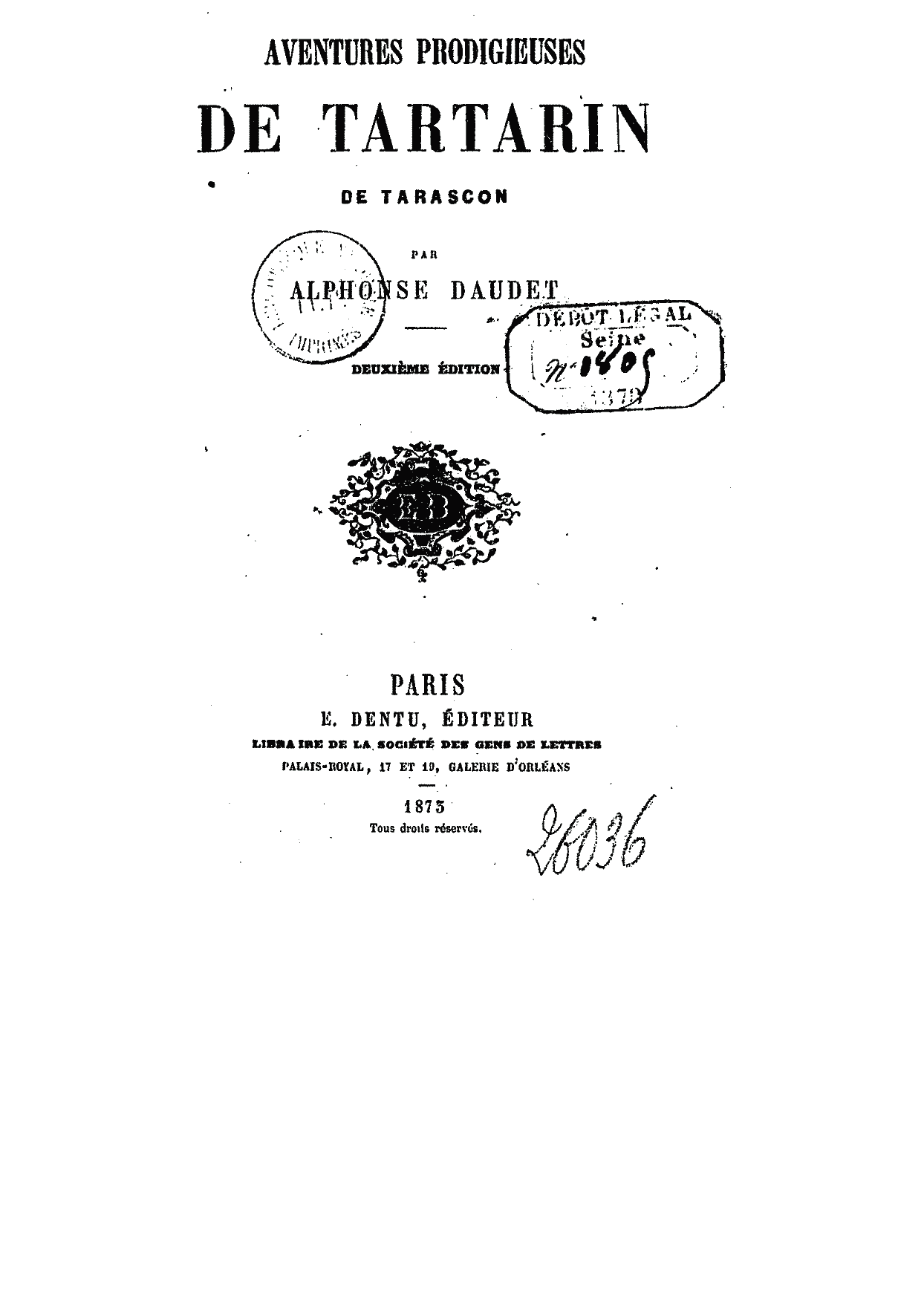
Couverture de l'édition de 1875.

### Résumé
Le premier tome décrit les aventures burlesques de Tartarin, chef des chasseurs de casquettes de Tarascon, allant chasser le lion en Algérie. C'est un héros naïf, qui se laisse berner par des personnages peu scrupuleux, voire par lui-même tout au long de son voyage vers l'Atlas. Cette histoire est inspirée à Daudet par plusieurs personnes : son cousin Henri Reynaud (c'est cet horticulteur, fils de son grand-père Antoine Reynaud, qui sert de modèle à l'écrivain pour son Tartarin) qui lui racontait ses voyages lors de ses retours d'Afrique ; Jules Gérard, chasseur de lions en Algérie d'origine varoise ; Charles-Louis Bombonnel (1816-1890), qui vient de publier ses récits de chasse aux fauves en Afrique du Nord (Hachette, 1860).

### Réception
Lors de sa sortie, en 1872, Aventures prodigieuses de Tartarin de Tarascon est un véritable échec : les Provençaux, en particulier les Tarasconnais, sont indignés et refusent de se reconnaître dans le personnage de Tartarin et de ses acolytes. On s'était alors juré « d’avoir la peau » d'Alphonse Daudet lors de son passage à Nîmes et à Tarascon. Selon Jacques Roué, on aurait crié : « À mort ! » lors de ce passage, malgré la présence du vénéré Frédéric Mistral qui l'accompagne.
Cependant, si les locaux prennent très mal le burlesque du personnage, d'autres lui trouvent de nombreuses qualités. Flaubert, ami de Daudet, dira de cette œuvre : « C'est purement et simplement un chef-d’œuvre. Je lâche le mot et je le maintiens ».

## Les suites

### Tartarin sur les Alpes(1885)
Une première suite, Tartarin sur les Alpes, nouveaux exploits du héros tarasconnais, est publiée en 1885 par Calmann-Lévy.

### Port-Tarascon(1890)
Une seconde suite, Port-Tarascon, dernières aventures de l'illustre Tartarin, est publiée en 1890 chez Dentu.
Alphonse Daudet s'inspire de la funeste expédition du marquis de Rays en Nouvelle-Irlande dans les années 1880 au retentissement mondial, pour le dernier épisode des aventures de Tartarin dans un court roman intitulé Port-Tarascon (1890). Tartarin joue le rôle du marquis Charles de Rays et engage les habitants de Tarascon dans une entreprise d'établissement de colonie en Papouasie-Nouvelle-Guinée. Port-Breton devient, dans le roman de Daudet, Port-Tarascon. Les déboires des pionniers y sont contés et le procès qui suivit. Le dernier chapitre se termine par la ruine et la mort de Tartarin.
En septembre 1889, Henry James se lance dans la traduction en anglais du roman « pour le lucre pur et simple » à la demande du Harper's Monthly Magazine. Sérialisée de juin à novembre 1890 dans le mensuel américain, la traduction est recueillie à Londres en janvier 1891 par Sampson Low, Marston, Searle & Rivington (en) ; The Spectator salue un travail « intelligent » (clever) tout en regrettant la suppression de toute couleur locale.

## Tartarin dans la culture

### Tartarin dans le folklore
Ce personnage burlesque est devenu un symbole pour la ville de Tarascon et pour la Provence.

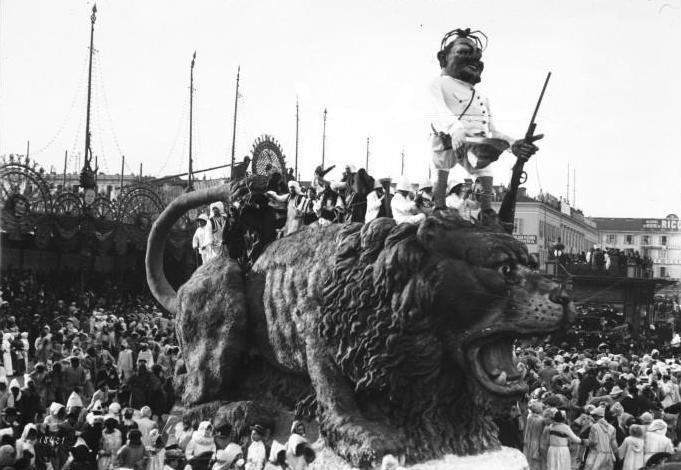
Tartarin au Carnaval de Nice en 1912.
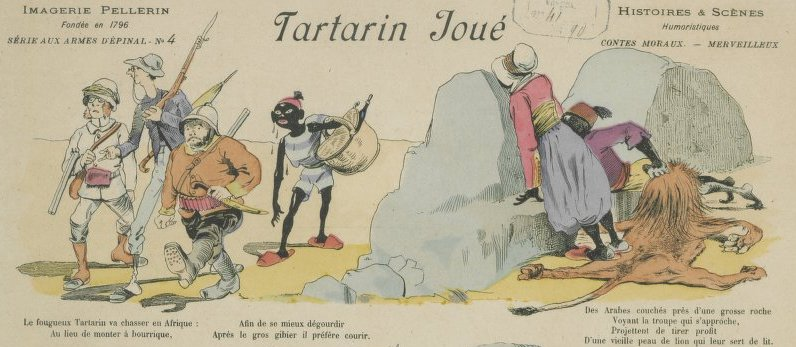
Partie d'une Image d’Épinal à propos de Tartarin.

### Filmographie
Plusieurs films sont tirés de ce roman :
- Tartarin de Tarascon (1908), court métrage de Georges Méliès ;
- Tartarin de Tarascon (1934), film de Raymond Bernard avec Raimu et Fernand Charpin, dialogues de Marcel Pagnol ;
- Tartarin de Tarascon (1962), film de (et avec) Francis Blanche et Raoul André, avec Alfred Adam, Jacqueline Maillan, Bourvil et Robert Porte.

### Théâtre
Une suite américaine des aventures de Tartarin de Tarascon, sous forme de pièce de théâtre, Américano tartarinades (2005) de Georgette Sable, est publiée en hommage et honneur à Alphonse Daudet et au 400e anniversaire (en 2008) de la fondation de la ville de Québec.
Adaptation, très libre, de Tartarin de Tarascon par Jérome Savary avec Michel Galabru, Élie Semoun et Martin Lamotte. Création et représentations au Théâtre André Malraux de Rueil Malmaison, en direct sur France 2 le 27 décembre 2012.

### Philatélie
Le personnage de Tartarin est utilisé sur des timbres par le Tchad et le Sénégal.[réf. souhaitée]